# The Walking Dead: The Final Season
The Walking Dead: The Final Season je epizodní dobrodružná videohra z roku 2018 vyvinutá společností Telltale Games a později Skybound Games. Je to čtvrtá a poslední hlavní hra ze série videoher The Walking Dead, založená na stejnojmenné komiksové sérii. 
Hra vyšla po velké restrukturalizaci herního studia Telltale Games. Bylo zamýšleno se vrátit k tématům a prvkům z první sezóny a očekávalo se, že bude závěrečným příběhem pro hlavní protagonistku Klementínku. Hra byla vydána ve čtyřech epizodách, přičemž první epizoda vyšla 14. srpna 2018 na konzole Nintendo Switch, PlayStation 4, Windows a Xbox One. Kvůli uzavření studia Telltale Games však na poslední dvě epizody dohlížela společnost Skybound Entertainment, produkční společnost tvůrce komiksu celé franšízy Roberta Kirkmana. Na hře pracovala velká část bývalého vývojářského týmu Telltale.

## Děj
Hra se odehrává několik let po The Walking Dead: A New Frontier a zaměřuje se na Klementínčinu snahu vychovat mladého Alvina Jr. (AJ) v postapokalyptickém světě. Oba se připojí ke skupině teenagerů, kteří jako jediní přežili z místní školy. Jejich cesta je zavede k setkání s nepřátelskou skupinou nájezdníků vedenou postavou z Klementínčiny minulosti.

## Epizody
| Číslo | Název                 | Režie                          | Datum vydání    |
| ----- | --------------------- | ------------------------------ | --------------- |
| 1     | "Done Running"        | Chris Rebbert, Vahram Antonian | 14. srpna 2018  |
| 2     | "Suffer the Children" | Chris Rieser                   | 25. září 2018   |
| 3     | "Broken Toys"         | Ryan D. Chan, Chris Rieser     | 15. ledna 2019  |
| 4     | "Take Us Back"        | Chris Rebbert                  | 26. března 2019 |

## Hudba
Oficiální soundtrack ke hře vyšel 10. září 2019. Jako u minulého dílu se o něj zasloužil Jared Emerson-Johnson.

## Ocenění
Hra byla spolu s dabérkou Melissou Hutchison nominována na NAVGTR Awards v kategoriích „Game, Franchise Adventure“ a „Performance in a Drama“ a také na cenu GLAAD Media Award za výjimečnou videohru s LGBTQ postavou.